# Rhynchotettix
Rhynchotettix är ett släkte av insekter. Rhynchotettix ingår i familjen torngräshoppor.
Kladogram enligt Catalogue of Life:
| Rhynchotettix | \| \| Rhynchotettix hancocki \| \| \| \| \| \| Rhynchotettix rostratus \| \| \| \| |
|               | \| \| Rhynchotettix hancocki \| \| \| \| \| \| Rhynchotettix rostratus \| \| \| \| |
|               | Rhynchotettix hancocki                                                             |
|               |                                                                                    |
|               | Rhynchotettix rostratus                                                            |
|               |                                                                                    |